# Yutaka Taniyama
Yutaka Taniyama (Japans: 谷山 豊 Taniyama Yutaka) (Kisai (bij Tokio), 12 november 1927 – Tokio, 17 november 1958) was een Japans wiskundige die bekendstaat voor de stelling van Shimura-Taniyama.

## Voetnoten
1. ↑  Taniyama's voornaam 豊 moet eigenlijk als Toyo gelezen worden, maar werd vaak verkeerd gelezen als de meer voorkomende vorm Yutaka. Om die reden nam hij Yutaka als zijn eigen voornaam aan.